# Pintesfeld

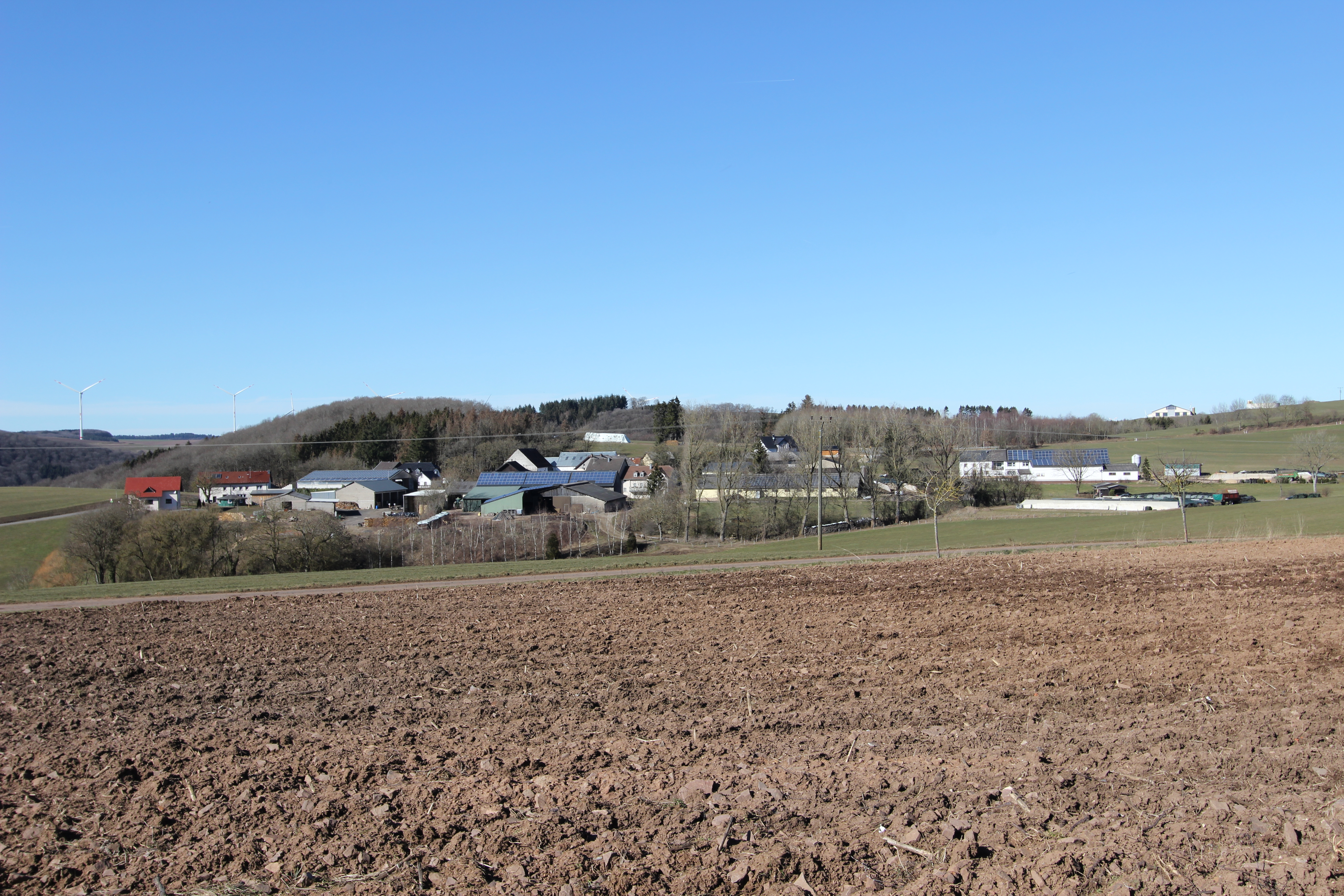
Pintesfeld 2019

Pintesfeld ist eine Ortsgemeinde im Eifelkreis Bitburg-Prüm in Rheinland-Pfalz. Sie gehört der Verbandsgemeinde Arzfeld an.

## Geographie
Der Ort liegt nördlich von Waxweiler im Westen der Eifel, nur wenige Kilometer östlich der Staatsgrenzen zu Luxemburg und Belgien.
Nachbargemeinden sind Merlscheid im Norden, Dackscheid im Osten sowie Waxweiler im Süden.
Mit 78,7 % wird ein vergleichsweise großer Teil des Gemeindegebietes landwirtschaftlich genutzt, 11,5 % sind von Wald bestanden (Stand 2020).

## Geschichte
Der älteste Fund auf der Gemarkung von Pintesfeld ist ein Grabhügel nördlich des Ortes. Dieser wurde 1991 auf einem Ausläufer des Bülzberges entdeckt.
Der Endung des Ortsnamens „-feld“ nach ist der Ort vermutlich in der mittelalterlichen Rodungsphase im 11.–12. Jahrhundert entstanden. Erstmals urkundlich erwähnt wurde Pintesfeld 1364 als „Pientsfelt“. In der Feudalzeit gehörte es zunächst zum Hof Weidingen, ging dann aber an die Meierei Manderscheid in der Herrschaft Neuerburg im Herzogtum Luxemburg. Unter französischer Verwaltung lag er im Kanton Arzfeld im Wälderdepartement.
Statistik zur Einwohnerentwicklung
Die Entwicklung der Einwohnerzahl von Pintesfeld, die Werte von 1871 bis 1987 beruhen auf Volkszählungen:
| Jahr | Einwohner |
| ---- | --------- |
| 1815 | 56        |
| 1835 | 33        |
| 1871 | 40        |
| 1905 | 46        |
| 1939 | 37        |
| 1950 | 47        |
| 1961 | 40        |

| Jahr | Einwohner |
| ---- | --------- |
| 1970 | 44        |
| 1987 | 34        |
| 1997 | 44        |
| 2005 | 44        |
| 2011 | 44        |
| 2017 | 50        |

## Politik

### Bürgermeister
Thomas Wirtz wurde 2014 Ortsbürgermeister von Pintesfeld. Bei der Direktwahl am 26. Mai 2019 wurde er mit einem Stimmenanteil von 93,94 % für weitere fünf Jahre in seinem Amt bestätigt. Er wurde im Juni 2024 wiedergewählt.
Der Vorgänger von Wirtz als Ortsbürgermeister, Albert Blum, hatte sich bei der Direktwahl 2014 nicht erneut durchsetzen können.

## Wirtschaft und Infrastruktur
Pintesfeld ist heute eine landwirtschaftlich geprägte Wohngemeinde. Seit 1975, als noch sechs landwirtschaftliche Betriebe gezählt worden waren, hat die landwirtschaftlich genutzte Fläche von 242 ha auf 397 ha (2010) zugenommen, die von fünf Betrieben bewirtschaftet wurden.
Pintesfeld liegt abseits größerer Durchgangsstraßen; die Anschlussstelle Waxweiler/Schönecken der Bundesautobahn 60 ist etwa 7 km entfernt und kann über Landesstraßen erreicht werden.